# Tim Howar
Tim Howar (Spirit River, 24 november 1969) is een Canadese zanger, danser en acteur. Samen met Andrew Roachford is hij sinds 2010 zanger bij Mike & the Mechanics.

## Privéleven
Tom Howar heeft zijn carrière aan beide kanten van de Atlantische Oceaan doorgebracht en speelde in zowel West End- als Broadway-producties. In zijn theatercarrière heeft hij een grote verscheidenheid aan rollen gespeeld, variërend van rockmusicals als Rent en Rock of Ages tot klassieke musicals als Les Misérables en On the Town. Momenteel is hij co-leadzanger van de band Mike & The Mechanics.
Zijn muziekcarrière begon op jonge leeftijd. Hij zong in het Alberta Youth Choir, de Centennial Singers en Pro Coro Canada, voordat hij bij het Edmonton Musical Theatre kwam. Zijn danscarrière begon op 16-jarige leeftijd, wat ertoe leidde dat hij een leerling werd bij Ballet North. Hij had een volledige beurs aangeboden gekregen voor het Royal Winnipeg Ballet, die hij afsloeg nadat hij had besloten zijn liefde voor theater / muziektheater na te streven.
Hij begon zijn carrière op het podium op 18-jarige leeftijd met het spelen van The Artful Dodger in Oliver! (100ste productie van Stage West, Edmonton) net na het winnen van de Grote Prijs in de Youth Talent International Competition in Memphis (Tennessee) - hij is nog steeds de enige Canadees die deze prijs in de wacht sleepte - en verscheen vervolgens in de Canadese producties van de Broadway-shows Joseph and the Amazing Technicolor Dreamcoat (cover Joseph), en Miss Saigon in Toronto (cover Chris). Hij speelde de titelrol in Tommy (Toronto and Canadian National tour) van The Who in 1996.
Andere Canadese producties zijn Anne of Green Gables (Charlottetown Festival, PEI), Guilliame/cover Arnaud in The House of Martin Guerre (Toronto), Screamin' John McGee in Rock and Roll (Theatre New Brunswick), Barnaby in Hello, Dolly! (Edmonton), Martin in Outrageous (Toronto) en Joel in Anything That Moves (Toronto).
Daarna speelde hij Marius in Les Misérables (1998 US National Tour en Toronto) met Colm Wilkinson gedurende meer dan 2 jaar, waarbij hij in bijna elke staat in Amerika speelde (behalve Alaska).
Hij verhuisde naar het Verenigd Koninkrijk om Michael te spelen in de nieuwe musical Peggy Sue Got Married in het Olivier Theatre in 2001 en besloot in het Verenigd Koninkrijk te blijven, nadat hem werd gevraagd de rol van Stuart Clutterbuck te spelen in de Rod Stewart-musical Tonight's the Night (2003, Victoria Palace Theater). Tussendoor deed hij ook nog Ragtime tijdens het Cardiff International Festival. Hierna speelde hij de rol van Ozzie in On the Town at the ENO (London Coliseum en Théâtre du Châtelet). Hij keerde terug naar New York om Roger te spelen in de Broadway-productie van Rent for the 10th Anniversary-productie van 30 januari 2006 tot 29 juli. Hij verbleef nog drie jaar in New York, voordat hij terugkeerde naar Londen, nadat hij een platencontract had gesloten met zijn rockband Van Tramp. Britse vermeldingen omvatten Latin Fever (West End en UK Tour), Shoes (Sadlers Wells en Peacock Theatre) en Stacee Jaxx in Rock of Ages (2013, Shaftesbury Theatre en Garrick Theatre)
In 2018 herschiep hij de rol van Freddie Trumper in de revival van Chess in Londen voor de English National Opera in het London Coliseum. Van 3 september - 8 december 2018 speelde hij de rol van de Phantom in de Andrew Lloyd Webber-musical The Phantom of the Opera in Her Majesty's Theatre in Londen.
Hij is ook een regelmatige gastsolist voor concerten over de hele wereld, waaronder Raymond Gubbay-concerten in de Royal Albert Hall, Friday Night is Music Night voor BBC Radio, het Royal Philharmonic Orchestra, Abbey Road 80th Concert, het Hallé Orchestra, het National Orchestra of België en Frankrijk, de London Philharmonic, London Concert Orchestra, het RTÉ Concert Orchestra en BBC Concert Orchestra.
In 2009 werd hij gevraagd om zich bij de legendarische rockband Mike & The Mechanics aan te sluiten als co-frontman met Andrew Roachford en heeft hij de afgelopen jaren doorgebracht met het opnemen en toeren over de hele wereld met het zingen van hits als All I Need is a Miracle en I Can't Dance voor uitverkochte zalen en arena's. Hun laatste album Let Me Fly met nieuw materiaal werd uitgebracht in 2017 en bleef meer dan 8 weken in de top 10 op BBC Radio 2. Ze blijven toeren en spelen op festivals en optredens over de hele wereld. Hij werkt momenteel aan een ander MATM-album dat in 2019 bij BMG moet worden uitgebracht, evenals een soloalbum.
Hij is ook veelgevraagd als voice-over, omdat hij zijn stem heeft gegeven aan vele uiteenlopende projecten, met name gaming en bedrijfswerk.

## Filmografie
- 1996: F/X (tv-serie)
- 2006: Bob the Builder: Built to Be Wild; gastoptreden)
- 2008: Last Chance Harvey
- 2009: Doctor Who: Dreamland (stem; zesdelige geanimeerde tv-serie rond David Tennants 10e Doctor; rol: Companion, naast Georgia Moffett)
- 2011: Tati's Hotel
- 2015: Guitar Hero Live (videogame; stem)

- Library of Congress Control Number: n2017001190
- MusicBrainz: c4512351-fb6e-48a3-b114-e9ce3269f561
- Virtual International Authority File: 103239043
- WorldCat: E39PBJjt6p7Q6QKQ3kcj3fGPwC